# Aborto en Angola
El aborto en Angola es legal en los casos en los que peligra la vida o la salud de la mujer, y en los casos de violación o malformaciones fetales. Todo aborto practicado en condiciones diferentes sujeta a la mujer ya la persona que realiza el procedimiento a hasta cinco años de prisión, ya que se considera un crimen contra la vida intrauterina. Si la mujer muere como consecuencia del aborto o si el practicante practica abortos de forma rutinaria, la imputación penal se incrementa en un tercio.  

## Estatus legal
La regulación del aborto en Angola se aplica a partir del Código Penal bajo la Lei n.º 38/20 de 11 de Novembro del Código Penal Angoleño publicado en el Boletín Oficial el 11 de noviembre de 2020, que sustituyó al Código Penal portugués de 1886, entrando así en vigor 90 días después, el 9 de febrero de 2021. Bajo el Código Penal portugués de 1886, que permaneció inalterado después de la independencia de Angola en 1975, el acceso al aborto estaba muy restringido, estando disponible solo en caso de que el embarazo amenazara la vida de la mujer. La reforma de 2020 amplió las circunstancias bajo las cuales el aborto es legal para incluir el riesgo de salud, violación y defectos fetales.
Las medidas angoleñas para reducir el número de abortos ilegales inseguros al hacer que los abortos legales sean más accesibles han sido difíciles de aprobar debido a la población conservadora.